# Hénoch (fils de Caïn)
Pour les articles homonymes, voir Hénoch (homonymie).
Dans le livre de la Genèse (Gn 4. 17) Hénoch (hébreu חנוך [hānokh], ini'tié) (en grec ancien dans la Septante : Ἔνωχος, hénōkhos) est le nom du fils de Caïn et père d'Irad.
Quand Caïn arrive dans la Terre de Nod, où il a été banni par Dieu pour le meurtre de son frère Abel, sa femme Awan devient enceinte de leur premier fils Hénoch. Caïn y construit une ville qu'il appelle de ce nom : Hénoch.
Il a le même nom, initié, que le fils de Yared :  Hénoch, fils de Caïn, « inaugure » la nomination des lieux, et Hénoch, fils de Yared, « inaugure » le décompte des temps.[réf. nécessaire]
Selon une tradition samaritaine, Hénoch aurait été enterré au mont Ebal, en Judée-Samarie.

## Dans la littérature
Victor Hugo l'a évoqué dans son poème La conscience, dans La Légende des siècles : « Hénoch dit : - Il faut faire une enceinte de tours / Si terrible que rien ne puisse approcher d'elle. / Bâtissons une ville avec sa citadelle, / Bâtissons une ville et nous la fermerons. ».